# Villaluenga del Rosario
Villaluenga del Rosario és una localitat de la província de Cadis, Andalusia, Espanya. Se situa en el centre del Parc Natural de la Sierra de Grazalema, al peu del Navazo Alto (que pertany a la Sierra del Caíllo) i davant la Sierra de Líbar.